# プレ♥マリ
『プレ♥マリ』は、上田美和による日本の漫画作品。
『別冊フレンド』（講談社）にて、2010年4月号より不定期に連載されている。単行本は全3巻。
各巻の表紙やあとがき等では「プレ♥マリ」の表記だが、奥付や図書館の登録では「プレ・マリ」の表記になっていたり、2025年現在出版元の講談社HPでは「プレ　マリ」の表記となっている。

## あらすじ
全寮制の花嫁学校「花結（はなゆい）学園」では、好きな人とプレ・マリッジ、通称・プレマリという模擬結婚式を行うことができる。なるべく早く結婚したいという願望を抱く1年生の杏珠は、付き合っている彼氏と念願のプレマリを行うが、誓いのキス直前に逃げられてしまう。
落ち込む杏珠だったが、中学生の時から仲の良かった友達の悠真に慰められ、「実はずっと好きだった」と告白され、尚且つプロポーズまでされてしまう。

## 登場人物
百服 杏珠（ももふく あんじゅ）
花結学園1年生、15歳。父親が事業に失敗して多額の借金を負い、借金取りに生活を脅かされたり、父が現役のAV男優であることが原因でいじめに遭ったりしてきたため、早く名前を変えて自分の新しい戸籍が欲しいという思いから、強い結婚願望を抱く。父の仕事仲間にセクハラまがいのことをされたこともあり、一時期男性恐怖症に陥り、現在も男の方から迫られると恐怖心を感じることがある。
学校の実践教育の一環であるプレマリで、当時の交際相手に新郎を務めてもらったが、杏珠が密かに本物の婚姻届を用意していたことに呆れられ、誓いのキスの直前に逃げられてしまう。その上、実は自分の親友との二股であったこと、自分は「結婚」という行為をしたいだけだと指摘され、破局に到る。
坂本 悠真（さかもと ゆうま）
花結学園1年生。男子生徒は全生徒数の約2割程度しかいない。理事長である祖母に懇願され、入学を決めた。
中学生の時に両親が離婚し、その時に杏珠の笑顔に励まされ、好きになる。杏珠の男性恐怖症が治っていないことに気付いており、嫌われないために、あくまで「友達」として接してきたが、杏珠が彼氏と別れ、落ち込んでいるのを見て告白、プロポーズする。
青山 ウィリアム（あおやま ウィリアム）
花結学園1年生。悠真と並ぶイケメンとして注目される。
坂本 月子（さかもと つきこ）
花結学園理事長。悠真の祖母。年の割りに派手で若作りな服装を好む。ラクガン寿のファン。
ラクガン寿（ラクガンことぶき）
現役のAV男優。杏珠の父親。月子に請われ、花結学園の特別講師になる。娘を溺愛している。
中川 セリ（なかがわ セリ）
花結学園の生徒。悠真にプレマリを申し込む。父親はカップ麺で有名な会社の社長。父に寄付金を増やしてもらい、悠真と同じクラスにしてもらう。

## 書誌情報
上田美和 『プレ・マリ』 講談社〈KC 別フレ〉 全3巻
1. 2010年9月13日発売、ISBN 978-4-06-341707-4
2. 2011年3月11日発売、ISBN 978-4-06-341735-7
3. 2011年7月13日発売、ISBN 978-4-06-341751-7